# Premi Lumière 2012
La cerimonia di premiazione della 17ª edizione dei Premi Lumière si è svolta il 13 gennaio 2012 all'Hôtel de Ville di Parigi. È stata presieduta da Catherine Jacob e presentata da Estelle Martin.
Francis Veber ha ricevuto un premio onorario per l'insieme della sua carriera.

## Vincitori e candidati
I vincitori sono indicati in grassetto, a seguire gli altri candidati.
Miglior film
- The Artist, regia di Michel Hazanavicius
- L'Apollonide - Souvenirs de la maison close, regia di Bertrand Bonello
- Il ministro - L'esercizio dello Stato (L'Exercice de l'État), regia di Pierre Schoeller
- Miracolo a Le Havre (Le Havre), regia di Aki Kaurismäki
- Quasi amici - Intouchables (Intouchables), regia di Éric Toledano e Olivier Nakache

Miglior regista
- Maïwenn - Polisse
- Bertrand Bonello - L'Apollonide - Souvenirs de la maison close
- Michel Hazanavicius - The Artist
- Aki Kaurismäki - Miracolo a Le Havre (Le Havre)
- Pierre Schoeller - Il ministro - L'esercizio dello Stato (L'Exercice de l'État)

Migliore sceneggiatura
- Robert Guédiguian e Jean-Louis Milesi - Le nevi del Kilimangiaro (Les Neiges de Kilimandjaro)
- Bertrand Bonello - L'Apollonide - Souvenirs de la maison close
- Michel Hazanavicius - The Artist
- Maïwenn ed Emmanuelle Bercot - Polisse
- Pierre Schoeller - Il ministro - L'esercizio dello Stato (L'Exercice de l'État)

Miglior attrice
- Bérénice Bejo - The Artist
- Catherine Deneuve e Chiara Mastroianni - Les Bien-aimés
- Valérie Donzelli - La guerra è dichiarata (La Guerre est déclarée)
- Marina Foïs e Karin Viard - Polisse
- Clotilde Hesme - Angèle e Tony (Angèle et Tony)

Miglior attore
- Omar Sy - Quasi amici - Intouchables (Intouchables)
- Jean Dujardin - The Artist
- Olivier Gourmet - Il ministro - L'esercizio dello Stato (L'Exercice de l'État)
- Joey Starr - Polisse
- André Wilms - Miracolo a Le Havre (Le Havre)

Migliore promessa femminile
- Alice Barnole, Adèle Haenel e Céline Sallette - L'Apollonide - Souvenirs de la maison close
- Zoé Héran - Tomboy
- Anamaria Valtoromei - My Little Princess

Migliore promessa maschile
- Denis Ménochet - Les Adoptés
- Grégory Gadebois - Angèle e Tony (Angèle et Tony)
- Guillaume Gouix - Jimmy Rivière
- Raphaël Ferret - Présumé coupable
- Mahmoud Shalaby - Les Hommes libres

Miglior film francofono
- La donna che canta (Incendies), regia di Denis Villeneuve
- Curling, regia di Denis Côté
- E ora dove andiamo? (Et maintenant, on va où?), regia di Nadine Labaki
- Il ragazzo con la bicicletta (Le Gamin au vélo), regia di Jean-Pierre e Luc Dardenne
- Un'estate da giganti (Les géants), regia di Bouli Lanners

Premio Lumière onorario
- Francis Veber